# جنگ کوهستانی

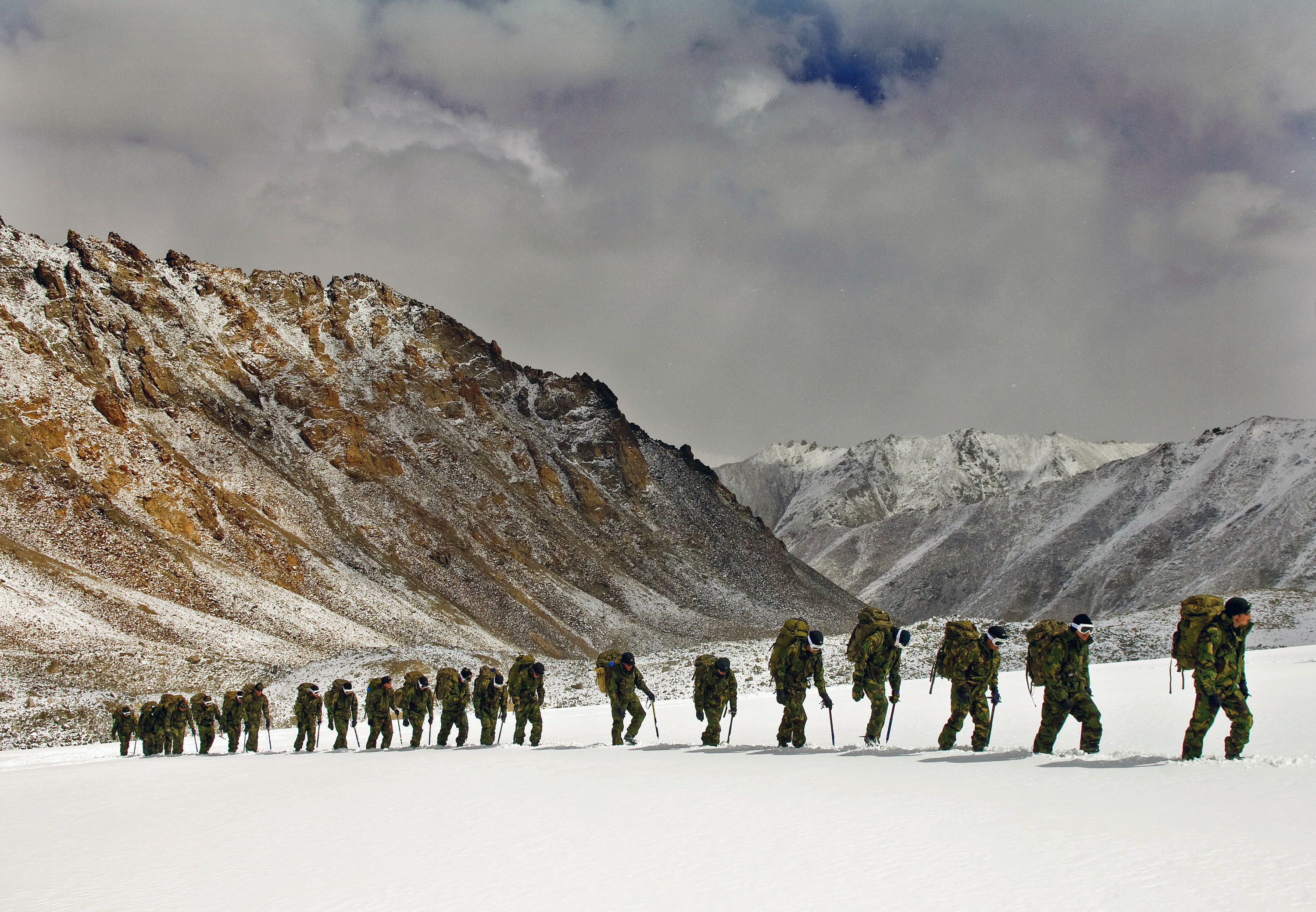
سپاه تفنگداران دریایی سلطنتی در حال آموزش در هیمالیا در سال ۲۰۰۷

جنگ کوهستانی (انگلیسی: Mountain warfare) یا جنگ در کوهستان، به جنگی اطلاق می‌شود، که در کوه‌ها یا مناطق ناهموار مشابه انجام می‌گیرد. در جنگ‌ها، رشته‌کوه‌ها از اهمیت استراتژیک برخوردار می‌باشند، زیرا اغلب به‌عنوان یک مرز طبیعی عمل می‌کنند (به عنوان مثال بلندی‌های جولان) و ممکن است منشأ آب باشند. حمله به یک موقعیت دشمن آماده‌شده در زمین کوهستانی، به‌طور کلی مستلزم نسبت بیشتری از سربازان مهاجم، به سربازان مدافع، نسبت به جنگی است که در زمین هموار انجام می‌شود. کوه‌ها مخاطرات طبیعی مانند رعد و برق، وزش باد شدید، ریزش سنگ یا بهمن، انبوه برف، یخ، سرمای شدید و یخچال‌های طبیعی با شکاف‌های خود را به همراه دارند.

## تاریخچه

### جنگ دوم پونیک
در سال ۲۱۸ پیش از میلاد، هانیبال، فرمانده ارتش کارتاژ، سربازان، سواره نظام و فیل‌های آفریقایی را از طریق آلپ عبور داد تا با نزدیک شدن به رم از شمال شبه جزیره ایتالیا، آن را فتح کند. دولت روم از این بابت آسوده‌خاطر بود زیرا آلپ به عنوان یک مانع طبیعی امن برای مهاجمان احتمالی در نظر گرفته می‌شد. در دسامبر ۲۱۸ پیش از میلاد، نیروهای کارتاژ با استفاده از فیل‌ها، نیروهای رومی را در شمال شکست دادند. بسیاری از فیل‌ها از هوای سرد و بیماری‌های معمول آب و هوای اروپا جان سالم به در نبردند. ارتش هانیبال به مدت ۱۵ سال با نیروهای رومی در ایتالیا جنگید اما نتوانست رم را فتح کند. کارتاژ در نهایت در سال ۲۰۲ پیش از میلاد توسط ژنرال رومی، اسکیپیو آفریکانوس، در نبرد زاما در شمال آفریقا شکست خورد.

### تاریخ مدرن اولیه
گفته می‌شود اصطلاح جنگ کوهستانی در قرون وسطی و پس از آن ظهور کرد که پادشاهی‌های اروپایی در نبرد با ارتش‌های کنفدراسیون قدیمی سوئیس در آلپ با مشکل مواجه شدند. سوئیسی‌ها در واحدهای کوچک‌تر می‌جنگیدند و در برابر یک ارتش عظیم و غیرقابل مانور، نقاط برتری را به دست می‌گرفتند. سبک‌های مشابه حمله و دفاع بعدها توسط چریک‌ها، پارتیزان‌ها و نیروهای نامنظم به کار گرفته شد که پس از حمله در کوه‌ها پنهان می‌شدند و این امر، مقابله با ارتش منظم را دشوار می‌کرد. در لشکرکشی ناپلئون بناپارت به ایتالیا، لشکرکشی الکساندر سوورف به ایتالیا و سوئیس و شورش ۱۸۰۹ در تیرول، جنگ کوهستانی نقش بزرگی ایفا کرد.
نمونه دیگری از جنگ کوهستانی، عبور از رشته کوه‌های آند بود که توسط ارتش آرژانتینی آند به فرماندهی ژنرال خوزه د سن مارتین در سال ۱۸۱۷ انجام شد. یکی از لشکرها از کوه‌هایی با ارتفاع بیش از ۵۰۰۰ متر بالا رفت.
جنگ قفقاز یک درگیری نظامی در قرن نوزدهم بین امپراتوری روسیه و مردم مختلف قفقاز شمالی بود که در طول فتح قفقاز توسط روسیه در برابر انقیاد مقاومت می‌کردند.
اولین حمله بریتانیا به افغانستان در سال ۱۸۴۲ پایان یافت، زمانی که ۱۶۰۰۰ سرباز بریتانیایی و همراهانشان هنگام عقب‌نشینی از کابل از طریق هندوکش به هند کشته شدند.

### جنگ جهانی اول
جنگ کوهستانی بار دیگر در طول جنگ جهانی اول، زمانی که برخی از کشورهای درگیر در جنگ، لشکرهای کوهستانی داشتند که آزمایش نشده بودند، مورد توجه قرار گرفت. دفاع اتریش-مجارستان با بهره‌گیری از زمین‌های آلپ جولیان و دولومیت‌ها، جایی که سرمازدگی و بهمن از گلوله کشنده‌تر بودند، حملات ایتالیا را دفع کرد. در تابستان ۱۹۱۸، نبرد سن ماتئو در جبهه ایتالیا رخ داد و در بالاترین ارتفاع از هر نبرد دیگری در طول جنگ انجام شد. در دسامبر ۱۹۱۴، حمله دیگری توسط انور پاشا، فرمانده عالی عثمانی، با ۹۵۰۰۰ تا ۱۹۰۰۰۰ سرباز علیه روس‌ها در قفقاز آغاز شد. با اصرار بر حمله مستقیم علیه مواضع روسیه در کوهستان در قلب زمستان، نتیجه ویرانگر بود و انور ۸۶ درصد از نیروهای خود را از دست داد.

### جنگ جهانی دوم
نمونه‌هایی از جنگ کوهستانی که در طول جنگ جهانی دوم مورد استفاده قرار گرفت عبارتند از نبرد قفقاز، نبردهای نارویک، لشکرکشی مسیر کوکودا، نبرد آتو، عملیات رایندیر، عملیات گانتلت، عملیات انکور و دفاع بریتانیا در نبرد هنگ کنگ.
یکی از تاکتیک‌های کمین که در طول نبردهای نارویک علیه آلمانی‌ها استفاده شد، از پیچ‌های تند استفاده می‌کرد. مدافعان خود را بالای سر آنها قرار می‌دادند و وقتی مهاجمان به نقطه‌ای خاص در زیر، موازی با خودشان، رسیدند، آتش می‌گشودند. این کار مهاجمان را مجبور به عقب‌نشینی، ادامه دادن زیر آتش یا تلاش برای بالا رفتن از کوه به روش دیگری می‌کرد. این تاکتیک می‌توانست از قبل برنامه‌ریزی شود یا توسط یک نیروی در حال عقب‌نشینی به کار گرفته شود.
یکی دیگر از تاکتیک‌های مورد استفاده، «حمله دسته‌ای صعودی» بود. مهاجمان با کمک هوای بد یا دید کم، مواضع بالاتر دشمن را از روی زمین رصد می‌کردند. یک تیم مسلسل سبک از فاصله دور به سمت مواضع بالای دشمن آتش می‌گشود و پوششی برای سربازان باقی مانده فراهم می‌کرد تا به تدریج پیشروی کنند.

### جنگ افغانستان
در طول تاریخ، اما به ویژه از سال ۱۹۷۹، عملیات‌های جنگی کوهستانی زیادی در سراسر افغانستان انجام شده است. از زمان حمله ائتلاف به افغانستان در سال ۲۰۰۱، این عملیات‌ها عمدتاً در استان‌های شرقی کنر و نورستان انجام شده‌اند.
کنر و نورستان شرقی از مناطق استراتژیک هستند، زیرا این منطقه یک مسیر نفوذ عمده به افغانستان را تشکیل می‌دهد و شورشیان می‌توانند از هر نقطه‌ای در امتداد مرز با پاکستان وارد این استان‌ها شوند تا به شبکه وسیعی از دره‌های رودخانه‌ای دسترسی پیدا کنند. در آن بخش از افغانستان (فرماندهی منطقه‌ای شرق)، نیروی زمینی ایالات متحده آمریکا سبکی ترکیبی از جنگ کوهستانی را اتخاذ کرد که شامل نظریه ضد شورش است که در آن جمعیت به عنوان مرکز ثقل در جنگ از اهمیت بالایی برخوردار است.
در مبارزه با شورش، تصرف و حفظ قلمرو اهمیت کمتری نسبت به جلوگیری از تلفات غیرنظامیان دارد. اهداف اصلی مبارزه با شورش، جلب حمایت مردم و در نتیجه مشروعیت بخشیدن به دولت است، نه تمرکز بر شکست نظامی شورشیان. اجرای دکترین مبارزه با شورش در کنر و نورستان دشوار بوده است.  در مناطق کوهستانی کم‌جمعیت شرق افغانستان، استراتژیست‌ها طرفدار حفظ مناطق مرتفع، یک اصل جنگ کوهستانی کلاسیک، بوده‌اند. این استدلال نشان می‌دهد که اگر نیروهای ضدشورش، مناطق مرتفع را از دشمن دریغ نکنند، شورشیان می‌توانند به دلخواه خود حمله کنند. در کنر و نورستان، نیروهای آمریکایی به دنبال کردن سبکی ترکیبی از جنگ ضدشورش ادامه دادند که تمرکز آن بر جلب نظر مردم و جنگ کوهستانی بود و نیروهای آمریکایی مناطق مرتفع را تصرف و حفظ می‌کردند.

## آموزش
هزینه آموزش نیروهای کوهستانی مانع از آن می‌شود که آنها در دستور نبرد اکثر ارتش‌ها قرار گیرند، به جز آنهایی که منطقاً انتظار دارند در چنین زمینی بجنگند. آموزش جنگ کوهستانی دشوار است و در بسیاری از کشورها منحصراً در اختیار واحدهای نخبه مانند نیروهای ویژه یا کماندوها قرار دارد که به عنوان بخشی از وظایفشان باید توانایی جنگیدن در زمین‌های دشوار مانند تفنگداران دریایی سلطنتی را داشته باشند. واحدهای عادی نیز ممکن است گاهی اوقات آموزش‌هایی از این دست را انجام دهند.